# Рябинский, Николай Иванович
Николай Иванович Рябинский (2 мая 1932, Верхнемакеевка, Ростовская область — 20 июня 2000, Севастополь) — советский морской офицер, вице-адмирал (1979). Командир 5-й оперативной (Средиземноморской) эскадры ВМФ (1977—1981). Командующий Приморской флотилией.

## Биография
Родился 2 мая 1932 года в Верхнемакеевке. В 1949—1953 годах обучался в Черноморском высшем военно-морском училище. После выпуска командир группы управления дивизиона главного калибра крейсера «Молотовск», командир башни главного калибра. Слушатель ВОЛСОК в 1958—1959 годах. Назначен командиром дивизиона главного калибра крейсера «Октябрьская революция». В 1960 году в распоряжение командующего Северным флотом. Член КПСС.
1 марта 1961 года командир БЧ-2, вновь строящегося ракетного крейсера проекта 58 «Грозный». Капитан 3-го ранга (30.03.1964). 22 декабря 1966 года вместе с кораблём переведён на Черноморский флот. 20 октября 1967 года старший помощник командира РКР «Грозный». Капитан 2-го ранга (11.06.1968). 16 октября 1969 года был назначен командиром РКР «Грозный». Капитан 1-го ранга (1.09.1971). В октябре 1972 года сдал крейсер Корнейчуку В. А.
Слушатель Академических классов руководящего состава ВМФ при Академии ВМФ (12.10.1972-11.07.1973). В 1973 году командир 150-й бригады ракетных кораблей Черноморского флота. Контр-адмирал (25.04.1975).
1 июля 1977 года был назначен командиром 5-й оперативной (Средиземноморской) эскадры ВМФ. Вице-адмирал (25.10.1979). Слушатель Академических курсов руководящего состава Вооруженных Сил при Академии Генерального штаба им. Ворошилова, оставаясь в должности командира 5-й эскадры (декабрь 1979 — 27.03.1980). Сдал эскадру в феврале 1981 года.
С февраля 1981 года по август 1982 года командующий Приморской флотилией ТОФ в городе Фокино Приморского края.
Делегат XXVI съезда КПСС 23 февраля — 3 марта 1981 года в Москве.
20 августа 1982 года был назначен командиром 184-й Научно-исследовательской базы ВМФ, Балаклава.
Уволен в запас 7 марта 1988 года. Проживал в Севастополе. Умер 20 июня 2000 года в Севастополе.

## Награды
- Орден Ленина
- Орден Красной Звезды
- Орден Красной Звезды
- Медаль «В ознаменование 100-летия со дня рождения Владимира Ильича Ленина» (1970)
- Юбилейная медаль «50 лет Вооружённых Сил СССР» (1968)